# کلی (ناحیه میلنیک)
کلی (به چکی: Kly) یک منطقهٔ مسکونی در جمهوری چک است که در ناحیه میلنیک واقع شده‌است. کلی ۱۰٫۶۱ کیلومتر مربع مساحت و ۱٬۱۸۱ نفر جمعیت دارد و ۱۵۹ متر بالاتر از سطح دریا واقع شده‌است.